# NGC 3764
NGC 3764 في الفهرس العام الجديد، هي مجرة، تقع في كوكبة الأسد. اكتشفت في 20 أبريل 1862 بواسطة هاينريش لويس دريست.

## روابط خارجية
- NGC 3764 على موقع ويكي سكاي: DSS2, SDSS, GALEX, IRAS, Hydrogen α, X-Ray, Astrophoto, Sky Map, Articles and images